# 聖地亞哥峽谷 (加利福尼亞州)
聖地牙哥峽谷（英語：Santiago Canyon）是位於美國加利福尼亞州橘縣的一個非建制地區。該地的面積和人口皆未知。

## 地理
聖地牙哥峽谷的座標為33°45′38″N 117°42′13″W / 33.76056°N 117.70361°W，而該地的平均海拔高度為12米（即40英尺）。